# 埃爾伯菲爾德 (印地安納州)
埃爾伯菲爾德（英語：Elberfeld）是一個位於美國印地安納州沃里克縣的城鎮。

## 人口
根據2010年美國人口普查的數據，埃爾伯菲爾德的面積為0.79平方千米，當中陸地面積為0.79平方千米，而水域面積為0.00平方千米。當地共有人口625人，而人口密度為每平方千米791人。